# Maupertuis (Francia)
Maupertuis è un comune francese di 139 abitanti situato nel dipartimento della Manica nella regione della Normandia.

## Società

### Evoluzione demografica
Abitanti censiti